# Трамвай Сарагоси
Трамвай Сарагоси (ісп. Tranvía de Zaragoza) — трамвайна мережа в іспанському місті Сарагоса, столиці автономного співтовариства Арагон, Іспанія.

## Історія
Перші кінні трамваї у Сарагосі були введені в експлуатацію в 1885 році.
Перша електрифікована лінія була відкрита в 1902 році.
Трамвайна мережа зазнала розширення до 1950-х рр. На той час було 17 трамвайних ліній.
В 1960-х роках почалася ліквідація трамвайних ліній і їх замінили на автобуси. Повна ліквідація відбулась 23 січня 1976 року.
Перша черга відновленого трамвая введена в експлуатацію 19 квітня 2011, завдовжки 6,4 км. Лінія сполучає Маго-де-Оз з Гра-Віа.
26 березня 2013 була відкрита друга черга від Гра-Віа до Загальної військової академії.

## Рухомий склад
Лінію обслуговує 21 п'ятивагонний потяг CAF Urbos 3